# MG Metro

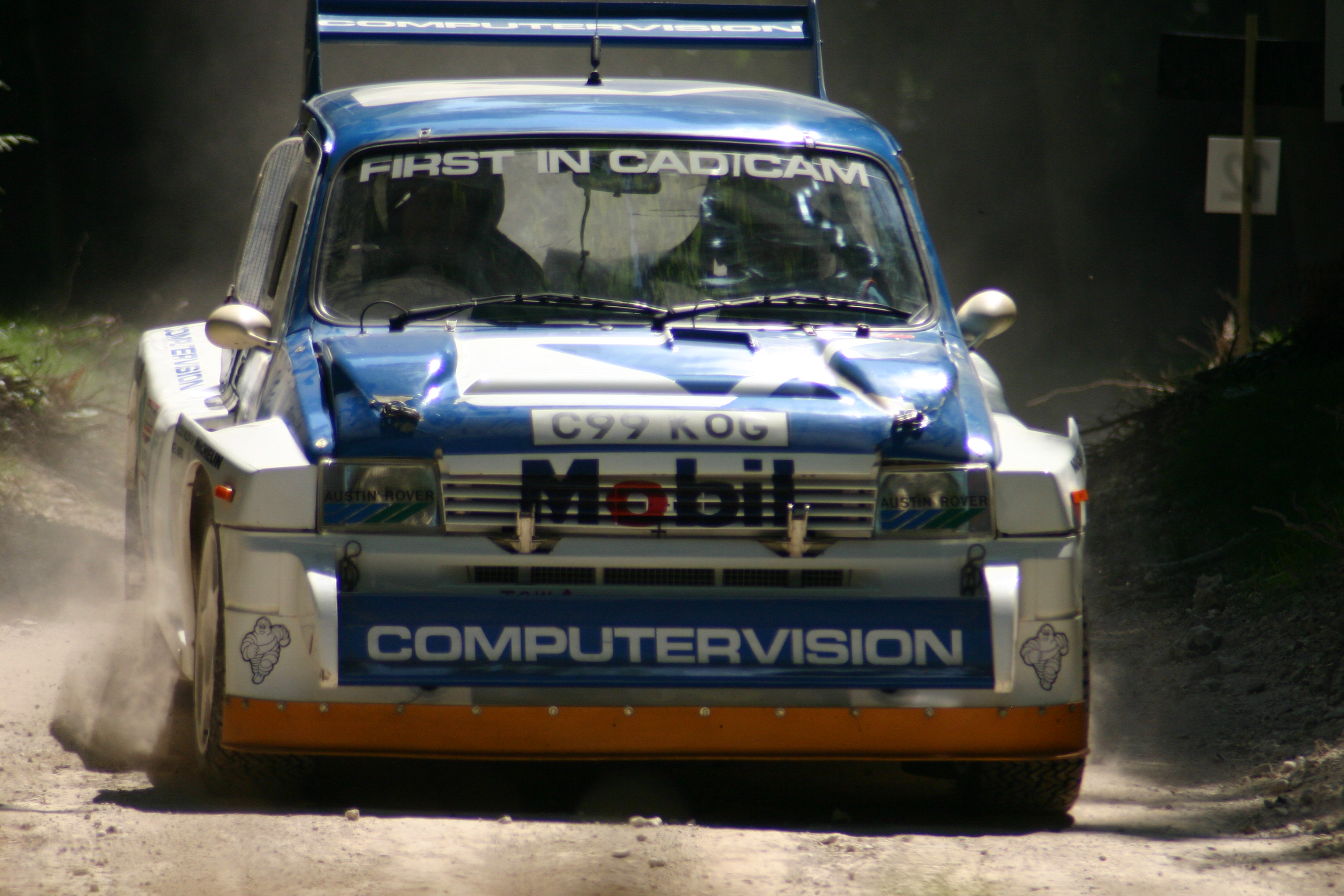
MG Metro 6R4.

El Metro es un automóvil del segmento A producido por la división de British Leyland Austin Rover Group y sus sucesores. Se lanzó en 1980 como Austin Mini Metro, o Mini Metro. Se creó como sustituto del Mini, y se desarrolló bajo el código interno LC8.
Durante sus 18 años de vida, el Metro llevó varios nombres: Austin Metro, MG Metro y Rover Metro. En mayo de 1990 fue rebautizado como Rover 100 en la mayoría de los mercados pero no en el británico, donde se mantuvo el nombre de Rover Metro hasta 1994. También hubo versiones comerciales conocidas como Morris Metro y posteriormente, Metrovan.
Su sustituto real no llegó hasta 2004 con el Rover CityRover. El Rover 100 fue finalmente dejado de fabricar en 1998.

## MG Metro 6R4

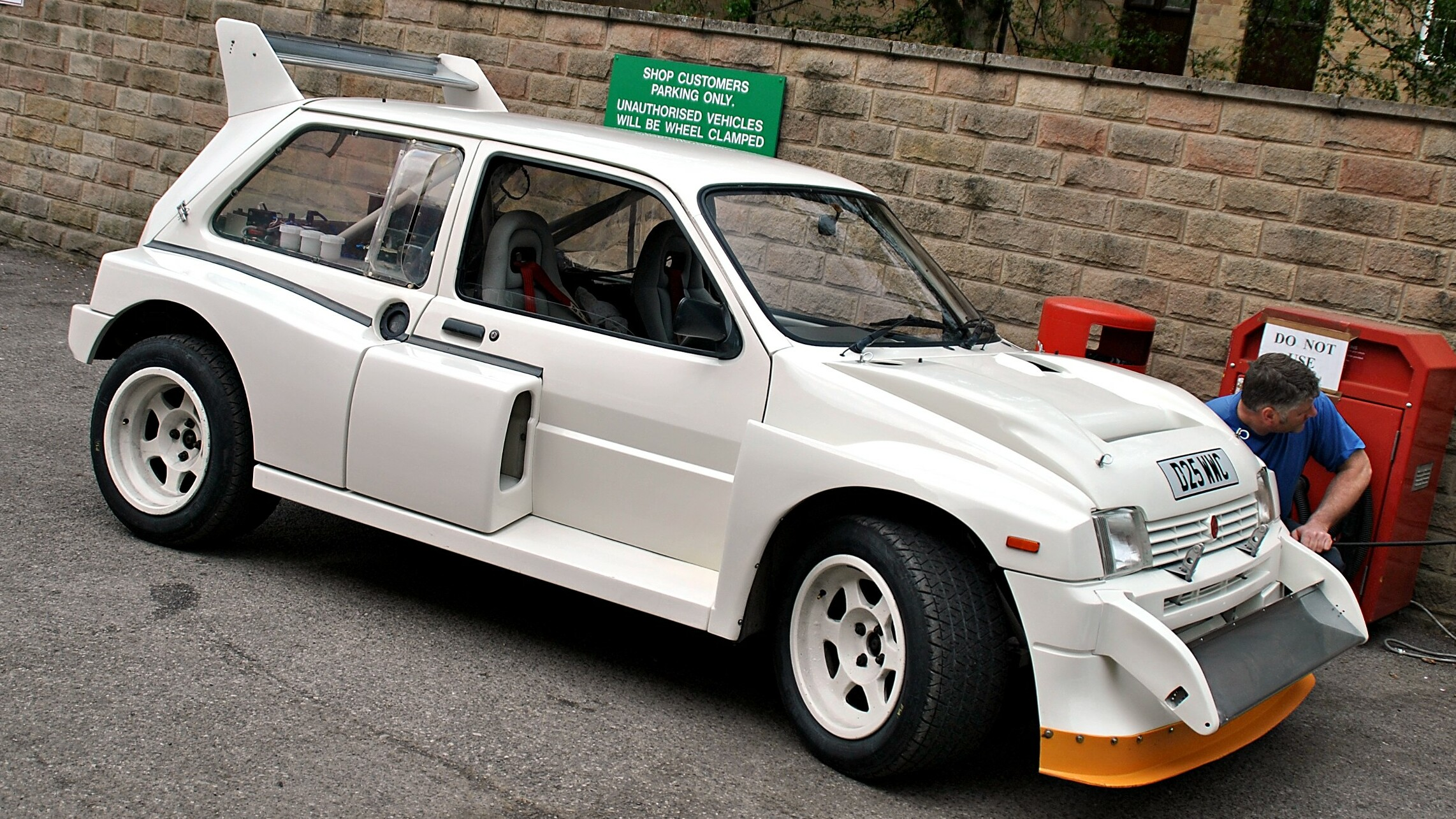
MG Metro 6R4 Clubman

El MG Metro 6R4 (cuyas siglas significan "6 cilindros, rally, tracción a las cuatro ruedas") es una versión de competición del Metro creada con la homologación Grupo B de rally. Tan solo presentaba similitudes exterior con el Metro de serie, ya que tenía tracción total, motor central y tan solo dos asientos. El desarrollo de este vehículo fue confiado a Williams Grand Prix Engineering.
El MG Metro 6R4 apareció en dos versiones distintas. La primera, conocida como Clubman, fue producida en aproximadamente 200 unidades y contaba con un motor capaz de desarrollar alrededor de 150 CV de potencia máxima. La segunda versión, destinada a competencias internacionales, fue fabricada en una serie mucho más reducida de 20 unidades, equipadas con un motor de alto rendimiento que alcanzaba hasta 250 CV de potencia.
En su lanzamiento en 1985, Rover anunció que completaría el número mínimo para la homologación en noviembre de aquel año. La hazaña fue llevada a cabo en la mayor fábrica del grupo, en Longbridge. El coche participó en el Rally de Gran Bretaña de 1985, conducido por Tony Pond, y que terminó en una meritoria tercera posición tras dos Lancia Delta S4.
- Datos: Q1071866
- Multimedia: Austin Metro / Q1071866